# Język maridjabin
Język maridjabin (maridżabiński, maritjabin) – praktycznie wymarły język australijski z grupy Daly, który był używany od zatoki Anson, na południu Mariyedi i Mandy oraz w południowo-zachodniej części miasta Darwin.